# Frontkämpferbund bildender Künstler
Der Frontkämpferbund bildender Künstler e. V. war ein nationalsozialistisch ausgerichteter Zusammenschluss bildender Künstler, die als „Frontkämpfer“, nicht wenige als Kriegsmaler, am Ersten Weltkrieg teilgenommen hatten. Er ging nach der Machtergreifung 1933 aus dem Bund kriegsbeschädigter Künstler hervor. Dieser war 1928 im Rathaus Berlin-Schöneberg von einer kleinen Gruppe Berliner Künstler gegründet worden, die sich „zum Frontkampferlebnis und zur Frontkameradschaft“ bekannten und sich von den Künstlern abgrenzten, die „aus dem Schrecken des Krieges und dem eigenen traumatisierten Fronterlebnis entscheidende Impulse für ihr künstlerisches Schaffen bezogen“ wie Otto Dix, George Grosz, Max Beckmann, Oskar Kokoschka etc. Der nationalsozialistische Kunstfunktionär Waldemar Hartmann urteilte, dass die Position des Frontkämpferbunds „im Zentrum des marxistisch-pazifistischen Systems eine beachtenswerte weltanschauliche Manifestation darstellte.“
Der Frontkämpferbund agierte primär als Ausstellungsgruppe, gehörte aber, u. a. neben dem Kampfbund für deutsche Kultur, der Reichskammer der bildenden Künste, der Deutschen Kunstgesellschaft, dem Führerrat der vereinigten Deutschen Kunst- und Kulturverbände und der Nationalsozialistischen Kulturvereinigung, zu den Organisationen, die die nationalsozialistische Kunstideologie förderten.
Mitglieder des Frontkämpferbunds gehörten nach Beginn des Zweiten Weltkrieges zu den von der Wehrmacht finanzierten und eingesetzten Kriegsmalern, die die Reichskammer der Bildenden Künste empfohlen hatte und die „aufgrund ihrer Loyalität zur NS-Ideologie auch nachhaltig das von den Machthabern intendierte Bild dieses Krieges“ prägten.
1934 hatte der Frontkämpferbund etwa 60 Mitglieder. Auf der Frühjahrsausstellung 1940 waren 95 Künstler vertreten.
1943 war der Berliner Maler Carlos Muntadas-Harburger (1875–1956) als Vorsitzender des Frontkämpferbundes ausgewiesen. Seine Berliner Wohnadresse Schweidnitzer Straße 7 war auch die Anschrift des Frontkämpferbundes.

## Ausstellungen des Frontkämpferbundes (mutmaßlich unvollständig)
- 1937: Magdeburg, Zeughausmuseum
- 1937: Berlin, Kunstausstellung 12. Oktober bis 8. November
- 1938: Berlin, Rathaus Schöneberg („Frühjahrsausstellung“)
- 1939: Berlin, Haus der Kunst („Frühjahrsausstellung“)
- 1940: Berlin, Ausstellungsraum der AWAG („Frühjahrsausstellung“)
- 1940: Berlin („Sommerausstellung“)
- 1940: Berlin („Weihnachtsausstellung“), Haus der AWAG
- 1941: Berlin („Sommerausstellung“)
- 1942: Berlin, („Frühjahrsausstellung“)
- 1942: Landsberg an der Warthe
- 1942: Berlin („Weihnachtsausstellung“), Haus der AWAG
- 1943: Landsberg an der Warthe („Winterausstellung“)